# (33341) 1998 WA5
(33341) 1998 WA5 est un objet de la ceinture principale intérieure de 2,542 km de diamètre découvert en 1998.

## Description
(33341) 1998 WA5 a été découvert le 19 novembre 1998 à la Station Catalina, un observatoire astronomique situé dans les Monts Santa Catalina à environ 29 kilomètres au nord-est de Tucson dans l'Arizona, par le projet Catalina Sky Survey.

### Caractéristiques orbitales
L'orbite de cet astéroïde est caractérisée par un demi-grand axe de 1,94 ua, un périhélie de 1,82 ua, une excentricité de 0,06 et une inclinaison de 28,38° par rapport à l'écliptique. Du fait de ces caractéristiques, à savoir un demi-grand axe inférieur à 2 ua et un périhélie supérieur à 1,666 ua, il est classé, selon la JPL Small-Body Database, objet de la ceinture principale intérieure.

### Caractéristiques physiques
(33341) 1998 WA5 a une magnitude absolue (H) de 15,0 et un albédo estimé à 0,349, ce qui permet de calculer un diamètre de 2,542 km. Ces résultats ont été obtenus grâce aux observations du Wide-field Infrared Survey Explorer (WISE), un télescope spatial américain mis en orbite en 2009 et observant l'ensemble du ciel dans l'infrarouge, et publiés en 2011 dans un article présentant les premiers résultats concernant les astéroïdes de la ceinture principale.